# Slaget vid Guam (1941)
Slaget vid Guam var ett slag som utkämpades 8–10 december 1941 mellan USA och Kejsardömet Japan om Guam i Marianerna i Stillahavskriget under andra världskriget. Den amerikanska garnisonen besegrades av japanska styrkor som resulterade i en ockupation fram till andra slaget vid Guam 1944.

## Bakgrund
Guam är den sydligaste delen av Marianerna i Stilla havet. Det är den största av öarna, med en yta på cirka 550 km². Guams inland är oländig, med kraftig tropisk skog i norra delen av ön och skogklädda kullar i söder. Mycket av öns kust är kantad med korallrev och klippor, men stränder lämpliga för landstigning av trupper finns i centrala delen av västkusten. Guam har ett tropiskt klimat, men december är en del av torrperioden.
USA erövrade Guam från Kungariket Spanien den 21 juni 1898 under det spansk-amerikanska kriget. Året därpå sålde Spanien de övriga öarna i Marianerna till Tyskland. Den amerikanska flottan etablerade en anläggning nära byn Piti på Guam 1899, och amerikanska marinkåren byggde en kasern på Sumay 1901. En marin bunkerstation etablerades på ön år 1905, och ett batteri av sex 6-tums (15 cm) kanoner utplacerades för att stärka Guams försvar 1909. En amerikansk marinkapten tjänstgjorde som både guvernör och befälhavare för marinbasen från 1899 och framåt, även om det fanns vissa delar av civilt styre på ön.
Under första världskriget erövrade japanska styrkor de tyska öarna i Marianerna under oktober 1914 och etablerade en garnison som betecknades South Seas Defense Force. Japan fick mandat över öarna av Nationernas förbund under december 1920 och de administrerades av South Seas Bureau, som utgjorde en del av ministeriet för utrikes affärer. Japanska kolonister tilläts bosätta sig i Marianerna, och i slutet av 1930-talet fanns det fler nybyggare än infödda på de japanska öarna. År 1935 förbjöd den japanska regeringen västerlänningar från att landstiga på dess öar i Stilla havet, och inrättade 1939 den fjärde flottan för att försvara regionen.
Medan USA övervägde att öka Guams försvar under och efter första världskriget, vidtogs inga åtgärder annat än att gruppera en sjöflygplansenhet till ön 1921. Resultaten av Washingtonkonferensen 1922 inkluderade ett avtal med både amerikanska och japanska regeringarna att de inte skulle befästa öarna de administrerade i västra Stilla havet, inklusive Marianerna. Som ett resultat gjordes inga ytterligare förbättringar av Guams försvar under 1920- och 1930-talet, och öns kustartilleribatteri avlägsnades 1930. Sjöflygplansenheten togs bort också året efter. Flottan sökte tillstånd för att bygga befästningar på ön 1938, men detta förslag avslogs. År 1941 hade Guam en befolkning på 23 394 invånare, varav de flesta bodde i eller inom 16 km från öns huvudstad Agana. Ön hade cirka 137 km av förbättrade vägar och Apra hamn ansågs vara den bästa i Marianerna, men hade inte ett flygfält.

## Förspel

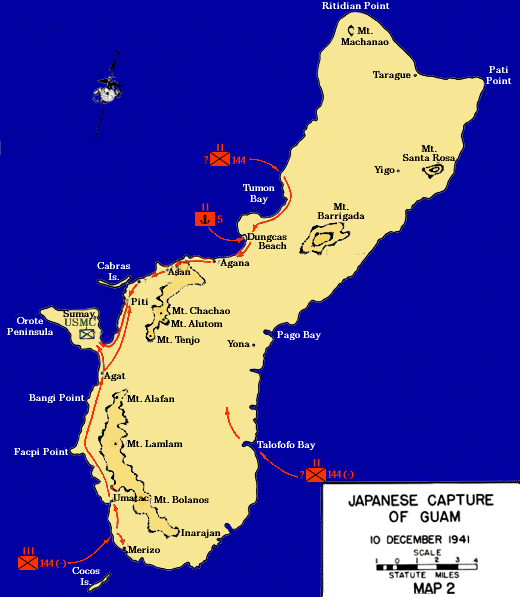
Japanska landstigningar på Guam.

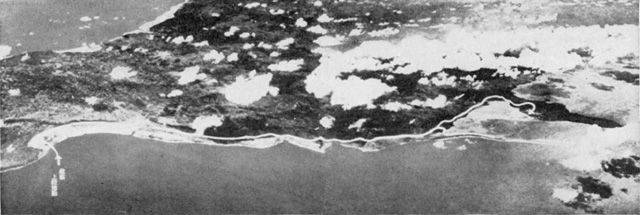
En annan illustration av japanska styrkornas rutt under invasionen.

Japanska planer för Stillahavskriget inkluderade erövringen av Guam inom krigets första dagar. Från mars 1941 rekognoseringsflög japanska flygplan över ön. Planer för invasionen av ön slutfördes i september samma år, och Söderhavsdetachementet utvaldes som den främsta enhet som ansvarade för detta. Söderhavsdetachementet omfattade 144. infanteriregementet och andra enheter detacherade från den 55. divisionen och hade en styrka på 4 886 man. Söderhavsdetachementet koncentrerades i Korea under november 1941, och seglade efter en kort vistelse i Japan, till Chichi-jima i Boninöarna i slutet av månaden. Det 370 man starka 5. kompaniet ur 2. maizuru särskilda marina landstigningsstyrkan, som var baserad på Saipan i Marianerna, fick också i uppdrag att delta i anfallet på Guam. Dessa enheter skulle transporteras till Guam med nio transportfartyg eskorterade av minläggaren Tsugaru och fyra jagare. Den 6. kryssardivisionen, som bestod av fyra tunga kryssare, var också tillgänglig för att ge understöd om det behövdes. Landstigningsstyrkan och marinenheterna understöddes av den 18. marina luftkåren, som var baserad på Saipan och utrustade med föråldrade pontonflygplan.
Den amerikanska regeringen trodde inte att det skulle vara möjligt eller praktiskt att försvara Guam om den blev attackerad. Ön sågs inte som användbar i ansträngningarna att förstärka Filippinerna, även om den fungerade som en bunkerstation för Pan Ams flygbåtar och var en av relästationerna för Pacific Cable Companys telegrafkabel som länkade Filippinerna med USA:s västkust. År 1941 fick ön ett "Kategori F"-försvar, vilket uteslöt byggandet av nya försvar och betydde att när kriget bröt ut skulle Guams försvarare förstöra alla faciliteter av militärt värde och dra sig tillbaka. Trots detta, och endast utrustade med lätta vapen, förskansade sig de amerikanska marinkårssoldater på ön under befäl av den dåvarande överstelöjtnanten, senare, brigadgeneralen, William K. MacNulty och satte upp ett tappert försvar mot det japanska luftanfallet mot ön. Man förlorade nära en tredjedel av manskapet.
Trots den låga prioritet som gavs till Guam vidtogs mindre åtgärder även av andra förband för att förbättra Guams försvar innan kriget bröt ut. Ett kontrakt för mindre förbättringar till de militära anläggningarna på Guam utfärdades i april 1941 och arbetet började månaden efter. Guam Insular Force Guard, som var en lokalt bemannad milisstyrka med ansvar för att skydda flottbasen, utökades också något i maj. Den 17 oktober evakuerades anhöriga till den amerikanska militära styrkan på ön till USA av transportfartyget USS Henderson, följt av mer än 1000 byggnadsarbetare. Den 23 oktober 1941 tillhandahöll amerikanska flottans styrelse marinminister Frank Knox med en rapport om Guams försvar som rekommenderade mot att förstärka ön på grund av svårigheterna att försvara den och behovet av att avsätta resurser till andra prioriteringar. I rapporten argumenterades det dock för att fortsätta att förbättra Guams hamn och sjöflygplansanläggningar.
Vid krigsutbrottet den 8 december 1941 (lokal tid), försvarades Guam av små enheter ur amerikanska flottan och marinkåren samt Insular Force Guard. Kapten George McMillin, som också var öns guvernör och garnisonens befälhavare, var ansvarig för sjöstridskrafterna, som omfattade 271 personer och fyra sjuksköterskor. Denna styrka var en underordnad enhet av den asiatiska flottan och de flesta i personalen var obeväpnade. Guams vaktfartyg USS Gold Star, som hade seglat till Filippinerna för att hämta krigsmateriel och göra det möjligt för besättningen att köpa julklappar, anbefalldes stanna kvar där. Minsveparen USS Penguin var närvarande på ön, dock tillsammans med orörliga oljedepåfartyget USS Robert L. Barnes. Marinkasernerna på Sumay hade en styrka på 145 man som var organiserade i ett kompani beväpnade med gevär och ett litet antal kulsprutor. Insular Force Guard omfattade 246 man, av vilka de flesta hade fått lite träning. Marinsoldaterna och Insular Force Guard var utrustade med 170 M1903 Springfield-gevär, 13 Lewiskulsprutor och 15 Browning-automatvapen. Försvararna hade inte några granatkastare eller artilleri annat än vapnen ombord Penguin. Utöver dessa militära enheter, hade Guams polisstyrka (Guam Insular Patrol) en styrka på 80 man som var beväpnade endast med pistoler.

## Slaget
Klockan 04:45 den 8 december, informerades öns guvernör George McMillin om attacken på Pearl Harbor. Klockan 08:27 anföll japanskt flygplan från Saipan marinkasernerna, Piti Navy Yard, Libugon radiostation, Standard Oil Company och Pan American Hotel. Under flygattacken sänktes flottans största fartyg på ön, minsveparen USS Penguin. En officer dödades och flera skadades. Flygräderna över Guam fortsatte in på morgonen och eftermiddagen innan de avtog klockan 17:00.
Nästa dag klockan 08:30 återupptogs de japanska flygattackerna, med nio flygplan attackerande åt gången. Samma mål som föregående dag attackerades, dessutom Government House i Agana och flera byar. Den kvällen, lämnade en japansk invasionsflotta bestående av fyra tunga kryssare, fyra jagare, två kanonbåtar, sex ubåtsjagare, två minsvepare och två tendrar Saipan för att gå mot Guam. På grund av undermålig underrättelseinhämtning attackerade därmed japanerna Guam med oproportionerlig styrka.
Japanerna landssatte cirka 400 soldater ur den 5. försvarsstyrkan från Saipan på Guam den 10 december 1941 vid Dungcas Beach, norr om Agana. De attackerade och besegrade snabbt Insular Force Guard i Agana. De avancerade därefter till Piti, mot Sumay och marinkasernerna. Den huvudsakliga striden skedde på Agana Plaza de Espana klockan 04:45 när några marinsoldater och Insular Force Guards stred mot de japanska marinsoldaterna. Efter ett halvhjärtat invasionsmotstånd kapitulerade marinsoldaterna på Govenor McMillins order klockan 05:45. Guvernör McMillin kapitulerade officiellt klockan 06:00. Några skärmytslingar ägde rum över hela ön innan nyheten om överlämnandet spreds och resten av öns styrkor lade ner sina vapnen. Den amerikanska patrullbåten YP-16 borrades i sank genom eldgivning under händelsen och YP-17 erövrades av japanska marinsoldater. Ett amerikanskt fraktfartyg skadades av japanerna.
Under tiden gjorde japanska South Seas Detached Force (omkring 5 500 man) under befäl av generalmajor Tomitarō Horii separata landstigningar på Tumon Bay i norr, på den sydvästra kusten nära Merizo, och på den östra stranden av ön vid Talofofo Bay.
Förluster för de amerikanska marinsoldaterna uppgick till fem döda och 13 sårade (inklusive den tidigare japanska flygattacken på ön uppgick marinsoldaternas förluster till 13 döda och 37 sårade). Förluster för amerikanska flottan uppgick till åtta döda, Guam Insular Force Guards fyra döda och 22 sårade. En japansk marinsoldat dödades och sex sårades.
Pfc Kauffman dödades av japanerna efter överlämnandet.